# 麥肯基湖
麥肯基湖（Lake McKenzie）是澳大利亞昆士蘭州弗雷澤島上的一個湖泊，面積約150公頃。麥肯基湖沿岸有露宿野營區。二戰期間湖里曾有訓練營。